# Phorocera myoidea
Phorocera myoidea là một loài ruồi trong họ Tachinidae.